# サンタンドレ＝ド＝ラ＝ロシュ
サンタンドレ＝ド＝ラ＝ロシュ （Saint-André-de-la-Roche）は、フランス、プロヴァンス＝アルプ＝コート・ダジュール地域圏、アルプ＝マリティーム県のコミューン。2011年2月4日時点で、サンタンドレ＝ド＝ニース（Saint-André-de-Nice）からサンタンドレ＝ド＝ラ＝ロシュとなった。

## 地理
サンタンドレはニースの北東に位置し、シミーズ丘とアバディー丘の中間にある。モナコを経由してマントン、イタリア方面へ向かうオートルート A8道路の入り口にコミューンは近い。
ニース中心部から15分ほどの距離である。海やプロムナード・デ・ザングレにも近い。

### 気候
地中海性気候で、年間最低気温は－2℃である。冬季には凍結することもあるが総じて温暖で乾燥している。夏季の年間最高気温は35℃に達する。ニースに近い場所にあるが、ニースより気温が1℃か2℃低いことがある。

## 歴史
サンタンドレは999年のオディールの遺贈書で初めて言及された。サンタンドレはサン・ポンス修道院の1/4に属していた。残りの3/4は現在のトゥールレットの地区にあるルヴェルの封土であった。1628年、婚姻によってルヴェルの封土はサンタンドレの一部とともにラントスク領主タオンに帰した。他の土地が買い戻されると、封土はタオンを支持してルヴェル・エ・サンタンドレ伯領となった。

## 人口統計
| 1962年 | 1968年 | 1975年 | 1982年 | 1990年 | 1999年 | 2006年 | 2010年 |
| ------ | ------ | ------ | ------ | ------ | ------ | ------ | ------ |
| 1821   | 2006   | 4397   | 4264   | 4151   | 4122   | 4561   | 5004   |

参照元:1999年までEHESS、2000年以降INSEE

## 史跡
- サンタンドレ教会 - 歴史文化財
- サンタンドレ城[5] - タオン・ド・ルヴェル家が18世紀に建設。ニース伯領がフランスに併合された後の1860年、当時の所有者がサン・ポール療養所に売却した。
- サンタンドレ洞窟

## 姉妹都市
- ヴァルペルガ、イタリア